# .lk
.lk (Sri Lanka) é o código TLD (ccTLD) na Internet para o Sri Lanka.